# Diphenylmethylester

Diphenylmethylester der natürlichen Aminosäure L-Alanin – Schutzgruppe blau markiert.

Diphenylmethylester, auch Benzhydrylester, zählen in der Peptidsynthese zu den Carboxyschutzgruppen. Zur Darstellung der Aminosäureester dienen dabei die in der organischen Chemie bekannten Methoden, ausgehend von freien Aminosäuren oder N-geschützten Aminosäure-Derivaten.

## Abspaltung der Schutzgruppe
Die Abspaltung der Schutzgruppe unter Rückbildung der Carboxygruppe kann erfolgen durch
- Hydrogenolyse (H2/Pd)
- Trifluoressigsäure, CF3COOH
- Salzsäure/Essigsäure
- Bortrifluoridetherat/Essigsäure